# Ali Gökdemir
Ali Gökdemir (azer.: Əli Gökdəmir; ur. 17 września 1991 w Schwäbisch Hall) – azerski piłkarz pochodzenia tureckiego występujący na pozycji napastnika. Zawodnik rezerw Hannoveru 96.

## Kariera klubowa
Gökdemir karierę rozpoczął w 2010 roku w rezerwach Hannoveru 96, grających w Regionallidze Nord.

## Kariera reprezentacyjna
W reprezentacji Azerbejdżanu Gökdemir zadebiutował 23 maja 2012 roku w przegranym 0:2 meczu Kirin Cup z Japonią.